# 麥勁生
麥勁生，MH（1962年—），香港歷史學家，曾任香港浸會大學歷史系系主任、教授、舍堂舍監和當代中國研究所所長、香港電台節目《講東講西》主持人。他在1980年畢業於天主教伍華中學中五年級，早年於香港中文大學取得歷史系文學士和哲學碩士，後來於雷根斯堡大學取得博士學位，其研究範疇為近代中國軍事、外交史和史學史1994年起在香港浸會大學歷史系任教，主要教授西方史學史、史學理論、共產主義及社會主義等科目。2019年11月，出任香港考試及評核局公開考試總監。

## 門生
- 布琮任（Ronald C. Po），現任倫敦政治經濟學院國際史學系副教授
- 劉繼堯，現任理工大學中國文化學系專任導師
- 袁展聰，現任明愛專上學院講師

## 部份著作
- （與劉繼堯）《緯武經文：創建中國武術的近代歷程》 。香港：三聯書店[香港]有限公司，2022。
- 《止戈為武：中華武術在香江》。香港：三聯書店[香港]有限公司，2016、2022(增訂版)
- （與李金強）《共和維新：辛亥革命百年紀念論文集》The Birth of the Republic – A Collection of Essays in Commemoration of the Centenary of the 1911 Revolution（香港：香港城市大學出版社，2013）。
- 《中國史上的著名戰役》。香港：天地圖書有限公司，2012。
- 與周佳榮、丁新豹合編：《丁日昌與近代中國》。香港：中華書局，2011。
- Edited with Iwan Michelangelo D'Aprile. Aufklärung-Evolution-Globalgeschichte. Hanover: Wehrhahn Verlag, 2010.
- Transmitting the Ideal of Enlightenment Chinese Universities since the Late Nineteenth Century. Lanham: University Press of America, Inc., 2009.
- 與李金強、蘇維初、丁新豹合編：《我武維揚──近代中國海軍史新論》。香港：香港海防博物館，2004。
- Edited with Cindy Yik-yi Chu. China Reconstructs. Lanham: University Press of America, 2003.
- 《近代史學與史學方法》。台北：五南圖書公司， 2000、2022(二版)、2024(三版) 。
- With Danny S. L. Paau. Sino-German Relations since 1800 Multidisciplinary Explorations. Frankfurt am Main: Peter Lang, 2000.
- 與李金強、劉義章主編:《近代中國海防──軍事與經濟》。香港：香港中國近代史學會：1998）。
- The Future of the Non-Western World in the Social Sciences of 19th Century England. Frankfurt am Main: Peter Lang, 1998.